# Religia uniwersalna
Religia uniwersalna – system wierzeń, którego przyjęcie niezwiązane jest istotnie z żadną konkretną grupą etniczną – wyznawalny bez adaptacji przez szerokie spektrum kulturowo-etniczne odbiorców.
Typowymi religiami uniwersalnymi są:
- buddyzm
- chrześcijaństwo
- islam
- scjentologia
- wicca